# 짬
짬은 대한민국 병영 생활에 있어 대표적인 은어로 첫번째로 '군경력', 두번째로 '훈련이나 군 관련 사항', 셋째로 군대에서 배급되는 급식을 의미한다. 두번째 의미는 '짬되다'로 활용해 일정이 취소되었다는 의미로 쓰이며, 셋째 의미는 본래 의미와 더불어 '짬을 버리다'의 '잔반을 버리다'의 의미로, '짬시키다, 짬버리다'로 활용해 자신의 할 일을 다른 사람에게 떠넘긴다는 의미로 쓰인다.

## 예시
- "내가 너 보다 짬이 더 찼어"
- "야, 내일 훈련이 짬됐대"
- "그 일, 그냥 후임한테 짬 시켜"